# Levon Aronian
Levon Aronian (en armeni Լևոն Արոնյան); Yerevan, 6 d'octubre de 1982), és un jugador d'escacs armeni, que té el títol de Gran Mestre des de 2000. Ha estat Campió d'Armènia, el 2002.
El 2009 va guanyar el Campionat del món de partides ràpides, i el 2010, el de partides semiràpides. Des de desembre de 2021 representa la Federació d'Escacs dels Estats Units.
A la llista d'Elo de la FIDE del febrer de 2024, hi tenia un Elo de 2725 punts, cosa que el situava com a 24è millor jugador del món (en actiu), i com a número 5 d'entre els jugadors dels Estats Units. El seu màxim Elo va ser de 2830 punts, a la llista de març de 2014 (posició número 2 al rànquing mundial).

## Resultats destacats en competició

### Els primers anys
El 1994 Aronian va guanyar el Campionat del món Sub-12 a Szeged amb 8/9, per davant de jugadors que posteriorment formarien part de l'elit mundial, com Étienne Bacrot, Ruslan Ponomariov, Paco Vallejo o Aleksandr Grisxuk. El 1998 es proclamà Campió d'Europa juvenil, a Yerevan.
El 2002 es proclamà Campió d'Armènia El mateix any va esdevenir Campió del món juvenil, amb una puntuació de 10/13, i superant Surya Ganguly, Artiom Timoféiev, Luke McShane, Bu Xiangzhi, i Pentala Harikrishna entre d'altres. El 2004 va arribar a la tercera ronda del Campionat del món de la FIDE de 2004 abans de ser eliminat per Pàvel Smirnov. També el 2004, assolí un gran èxit internacional en obtenir el tercer lloc, rere el campió Vasil Ivantxuk i Predrag Nikolić (2n) al Campionat d'Europa individual absolut, jugat a Antalya.

### Jugador d'elit
Levon Aronian va integrar-se en l'elit escaquística internacional a partir de 2005, any en què va arribar al cinquè lloc mundial. Aquell any, empatà al primer lloc al Gibtele.com Masters de Gibraltar amb Zahar Efimenko, Kiril Gueorguiev, Aleksei Xírov i Emil Sutovsky, i fou primer al Torneig A de Nagorno-Karabakh, un torneig de Categoria XVII celebrat a Stepanakert, per davant d'Aixot Anastassian. Al campionat rus per equips del 2005, hi puntuà de forma excel·lent (+5 =3 -0) amb una performance Elo de 2850.
El desembre, va guanyar de forma molt meritòria la Copa del món de 2005 a Khanti-Mansisk, un torneig classificatori per al cicle del Campionat del món de 2007; en aquest torneig, vencé Ruslan Ponomariov a la final (3-1); després d'haver entaulat en les dues partides a ritme normal, Aronian va guanyar les dues ràpides de desempat, i va acabar el torneig imbatut en set rondes.
El març de 2006 va guanyar en solitari el Torneig de Morelia-Linares, mig punt per davant de Teimur Radjàbov i del Campió del món de la FIDE Vesselín Topàlov. El mateix any va empatar al primer lloc al Memorial Mikhaïl Tal, amb Péter Lékó i Ruslan Ponomariov. A les llistes d'Elo d'abril i de juliol de 2006 hi va aparèixer com a tercer millor jugador del món.

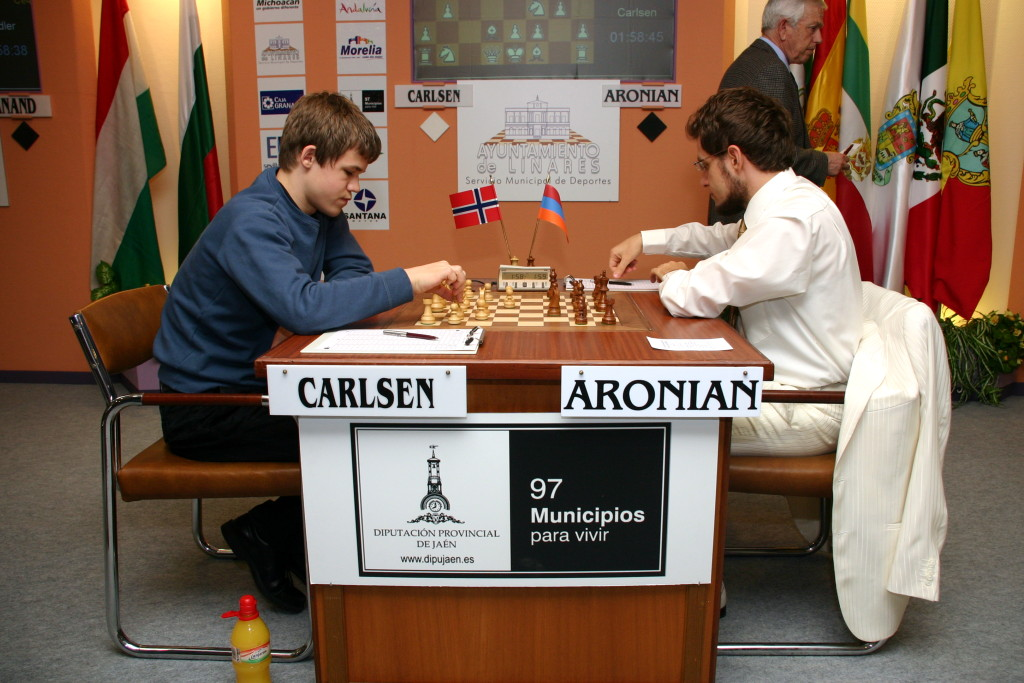
Partida Magnus Carlsen vs Aronian, Linares, 2007.

El gener de 2007 Aronian empatà al primer lloc al Torneig Corus, de Categoria 19, amb Vesselín Topàlov i Radjabov. El maig de 2007 derrotà a Yerevan el Campió del món Vladímir Kràmnik per 4-2 en un matx a semiràpides.
La seva victòria a la Copa del món de 2005 l'havia classificat per al Torneig de Candidats pel Campionat del món de 2007, el maig-juny de 2007. En aquest torneig es va enfrontar a Magnus Carlsen, i empataren 3-3 a les sis partides inicials, i després 2-2 a semiràpides, però finalment Aronian guanyà 2-0 en ràpides. A la final, derrotà en Xírov per 3½-2½, de manera que es classificà per a la fase final del campionat, que se celebrà a Mèxic. Allà, hi puntuà només 6/14, acabant setè de vuit jugadors.
El gener de 2008 guanyà el prestigiós Torneig Corus, empatat amb Magnus Carlsen, amb 8/13 punts. El març del mateix any va guanyar el torneig Melody Amber d'escacs ràpid/a la cega celebrat a Niça, 2½ per davant dels seus rivals. A banda de la primera plaça a la classificació general, fou també primer en solitari a la secció de ràpides (que guanyà per un marge d'1½ punts), i empatà al primer lloc a la part a cegues amb Kràmnik, Morozevitx, i Topàlov. El juny de 2008 va guanyar el Memorial Karèn Asrian de semiràpides a Yerevan, amb 8½/14, per davant de Péter Lékó. Al Torneig de Linares, hi fou tercer, rere Anand i Carlsen. El 2008 va formar part de l'equip armeni que va guanyar la medalla d'or a l'Olimpíada de Dresden (conjuntament amb Tigran L. Petrossian, Vladímir Akopian, Gabriel Sargissian i Artaixès Minassian).
El març de 2009 guanyà el 18è Melody Amber per segon cop, puntuant 14 de 22 en la classificació combinada. El mateix any fou primer en solitari amb (+4 -1 =1) al 2n Bilbao Masters. Va participar en el FIDE Grand Prix 2008-2009, i el va guanyar a manca d'un torneig per acabar, classificant-se així pel Torneig de Candidats per al Campionat del món de 2011. El 3 d'agost, va guanyar el Campionat del món de semiràpides. També el 2009, va jugar al torneig principal del Tata Steel, i hi empatà al segon lloc, igualat a punts amb Serguei Movsessian i Teimur Radjàbov, mig punt per sota del campió, Serguei Kariakin.
El desembre de 2009, fou guardonat amb el títol de "Mestre Honorari de l'esport de la República d'Armènia".
Al Torneig de Linares de 2010, hi fou tercer, rere Topàlov i Grisxuk. El mateix any, empatà al primer lloc al Memorial Mikhaïl Tal, i quedà primer per desempat, per davant de Serguei Kariakin i Xakhriar Mamediàrov.
Al Campionat del Món de semiràpides, celebrat a Moscou els dies 16–18 de novembre de 2010, hi va vèncer per davant de Teimur Radjàbov i de Magnus Carlsen.
El maig de 2011, participà en el Torneig de Candidats del Campionat del món de 2012 a Kazan, on hi fou eliminat als quarts de final per Aleksandr Grisxuk. Al Memorial Tal, a Moscou, entre el 16 i el 25 de novembre de 2011, un round robin amb deu jugadors, hi va acabar en primer lloc empatat a punts amb Carlsen, qui el superà en el desempat, determinat pel major nombre de partides amb negres; Carlsen disputà cinc partides amb negres per les quatre d'Aronian.
Al torneig Tata Steel de 2012, celebrat entre el 14 i el 29 de gener a Wijk aan Zee, hi fou primer, per damunt de Carlsen, Radjabov i Caruana.
El 2012 també disputà el Zurich Chess Challenge, que fou un matx a sis partides contra Vladímir Kràmnik entre el 21 i el 28 d'abril de 2012. Cada jugador va guanyar una partida, i la resta foren quatre taules.
Entre abril i maig de 2013 participà en el fort Memorial Alekhine, el qual va guanyar ex aequo amb Borís Guélfand. L'agost de 2013 participà en la Copa del Món de 2013, on tingué una mala actuació, ja que tot i que era el número 1 del rànquing inicial, arribà només a la tercera ronda, on fou eliminat per Ievgueni Tomaixevski ½-1½.
El gener de 2014, va vèncer a la 75a edició del Torneig Tata Steel, celebrat entre l'11 i el 26 de gener a Wijk aan Zee. Va fer 8 punts d'11 partides (+6−1=4), i va guanyar àmpliament, amb 1½ punts d'avantatge sobre Anish Giri i Serguei Kariakin.
El setembre de 2015 fou clar vencedor del Sinquefield Cup 2015 amb 6 punts de 9 (3 victòries i 6 taules), un punt per davant de Magnus Carlsen, Hikaru Nakamura, Maxime Vachier-Lagrave i Anish Giri.
Del 17 al 20 de juny de 2016, Aronian va jugar a Leuven el Grand Chess Tour i acabà en tercer lloc a la classificació conjunta amb 20/36, tres per sota del campió, Magnus Carlsen.
L'abril de 2017 va guanyar el fort Grenke Chess Classic, amb un punt i mig d'avantatge per sobre de Fabiano Caruana i Magnus Carlsen.
Entre el 6 i el 16 de juny va participar en la cinquena edició del Norway Chess i va guanyar el torneig amb 6/9 (+3–0=6), i la seva partida particular contra Magnus Carlsen.
El setembre de 2017, guanyà la Copa del Món, i obtingué el dret a participar en el Torneig de candidats pel Campionat del món de 2018.
L'agost de 2018, va jugar a la 6a Sinquefield Cup, on empatà al primer lloc amb Carlsen i Fabiano Caruana amb 5½/9, i hi va compartir el títol.
L'octubre de 2019 fou quart al fort Gran Torneig Suís de la FIDE de 2019 a l'Illa de Man (el campió fou Wang Hao).

## Escacs 960
El 2003 Aronian va guanyar l'Obert Finet d'Escacs 960 a Mainz; això li donà dret a disputar un matx pel títol contra el Campió del món d'Escacs 960 Piotr Svídler a Mainz l'any següent, un matx que va perdre per 4½-3½. Va guanyar novament l'Obert Finet el 2005, cosa que li donà altre cop dret a un matx contra Svídler el 2006, el qual aquest cop guanyà, per 5-3, i esdevingué el nou campió mundial d'Escacs 960.
El 2007 va defensar el seu títol amb èxit contra Viswanathan Anand. Va perdre el títol el 2009 contra Hikaru Nakamura.

## Vida personal
Des de les darreries de 2009, la seva xicota és la Mestre Internacional Femení (WIM) australiana Arianne Caoili.

## Partides notables
|   | a | b | c | d | e | f | g | h |   |
| 8 | e8 negres rei · h8 negres torre · a7 negres peó · b7 negres peó · f7 negres peó · f6 negres dama · h6 negres peó · a5 negres alfil · c5 negres torre · d5 negres peó · f5 negres alfil · g5 negres peó · b4 blanques peó · e4 negres cavall · a3 blanques peó · g3 blanques alfil · a2 blanques torre · e2 blanques peó · f2 blanques peó · g2 blanques peó · h2 blanques peó · a1 blanques dama · e1 blanques rei · f1 blanques alfil · g1 blanques cavall · h1 blanques torre | e8 negres rei · h8 negres torre · a7 negres peó · b7 negres peó · f7 negres peó · f6 negres dama · h6 negres peó · a5 negres alfil · c5 negres torre · d5 negres peó · f5 negres alfil · g5 negres peó · b4 blanques peó · e4 negres cavall · a3 blanques peó · g3 blanques alfil · a2 blanques torre · e2 blanques peó · f2 blanques peó · g2 blanques peó · h2 blanques peó · a1 blanques dama · e1 blanques rei · f1 blanques alfil · g1 blanques cavall · h1 blanques torre | e8 negres rei · h8 negres torre · a7 negres peó · b7 negres peó · f7 negres peó · f6 negres dama · h6 negres peó · a5 negres alfil · c5 negres torre · d5 negres peó · f5 negres alfil · g5 negres peó · b4 blanques peó · e4 negres cavall · a3 blanques peó · g3 blanques alfil · a2 blanques torre · e2 blanques peó · f2 blanques peó · g2 blanques peó · h2 blanques peó · a1 blanques dama · e1 blanques rei · f1 blanques alfil · g1 blanques cavall · h1 blanques torre | e8 negres rei · h8 negres torre · a7 negres peó · b7 negres peó · f7 negres peó · f6 negres dama · h6 negres peó · a5 negres alfil · c5 negres torre · d5 negres peó · f5 negres alfil · g5 negres peó · b4 blanques peó · e4 negres cavall · a3 blanques peó · g3 blanques alfil · a2 blanques torre · e2 blanques peó · f2 blanques peó · g2 blanques peó · h2 blanques peó · a1 blanques dama · e1 blanques rei · f1 blanques alfil · g1 blanques cavall · h1 blanques torre | e8 negres rei · h8 negres torre · a7 negres peó · b7 negres peó · f7 negres peó · f6 negres dama · h6 negres peó · a5 negres alfil · c5 negres torre · d5 negres peó · f5 negres alfil · g5 negres peó · b4 blanques peó · e4 negres cavall · a3 blanques peó · g3 blanques alfil · a2 blanques torre · e2 blanques peó · f2 blanques peó · g2 blanques peó · h2 blanques peó · a1 blanques dama · e1 blanques rei · f1 blanques alfil · g1 blanques cavall · h1 blanques torre | e8 negres rei · h8 negres torre · a7 negres peó · b7 negres peó · f7 negres peó · f6 negres dama · h6 negres peó · a5 negres alfil · c5 negres torre · d5 negres peó · f5 negres alfil · g5 negres peó · b4 blanques peó · e4 negres cavall · a3 blanques peó · g3 blanques alfil · a2 blanques torre · e2 blanques peó · f2 blanques peó · g2 blanques peó · h2 blanques peó · a1 blanques dama · e1 blanques rei · f1 blanques alfil · g1 blanques cavall · h1 blanques torre | e8 negres rei · h8 negres torre · a7 negres peó · b7 negres peó · f7 negres peó · f6 negres dama · h6 negres peó · a5 negres alfil · c5 negres torre · d5 negres peó · f5 negres alfil · g5 negres peó · b4 blanques peó · e4 negres cavall · a3 blanques peó · g3 blanques alfil · a2 blanques torre · e2 blanques peó · f2 blanques peó · g2 blanques peó · h2 blanques peó · a1 blanques dama · e1 blanques rei · f1 blanques alfil · g1 blanques cavall · h1 blanques torre | e8 negres rei · h8 negres torre · a7 negres peó · b7 negres peó · f7 negres peó · f6 negres dama · h6 negres peó · a5 negres alfil · c5 negres torre · d5 negres peó · f5 negres alfil · g5 negres peó · b4 blanques peó · e4 negres cavall · a3 blanques peó · g3 blanques alfil · a2 blanques torre · e2 blanques peó · f2 blanques peó · g2 blanques peó · h2 blanques peó · a1 blanques dama · e1 blanques rei · f1 blanques alfil · g1 blanques cavall · h1 blanques torre | 8 |
| 7 | e8 negres rei · h8 negres torre · a7 negres peó · b7 negres peó · f7 negres peó · f6 negres dama · h6 negres peó · a5 negres alfil · c5 negres torre · d5 negres peó · f5 negres alfil · g5 negres peó · b4 blanques peó · e4 negres cavall · a3 blanques peó · g3 blanques alfil · a2 blanques torre · e2 blanques peó · f2 blanques peó · g2 blanques peó · h2 blanques peó · a1 blanques dama · e1 blanques rei · f1 blanques alfil · g1 blanques cavall · h1 blanques torre | e8 negres rei · h8 negres torre · a7 negres peó · b7 negres peó · f7 negres peó · f6 negres dama · h6 negres peó · a5 negres alfil · c5 negres torre · d5 negres peó · f5 negres alfil · g5 negres peó · b4 blanques peó · e4 negres cavall · a3 blanques peó · g3 blanques alfil · a2 blanques torre · e2 blanques peó · f2 blanques peó · g2 blanques peó · h2 blanques peó · a1 blanques dama · e1 blanques rei · f1 blanques alfil · g1 blanques cavall · h1 blanques torre | e8 negres rei · h8 negres torre · a7 negres peó · b7 negres peó · f7 negres peó · f6 negres dama · h6 negres peó · a5 negres alfil · c5 negres torre · d5 negres peó · f5 negres alfil · g5 negres peó · b4 blanques peó · e4 negres cavall · a3 blanques peó · g3 blanques alfil · a2 blanques torre · e2 blanques peó · f2 blanques peó · g2 blanques peó · h2 blanques peó · a1 blanques dama · e1 blanques rei · f1 blanques alfil · g1 blanques cavall · h1 blanques torre | e8 negres rei · h8 negres torre · a7 negres peó · b7 negres peó · f7 negres peó · f6 negres dama · h6 negres peó · a5 negres alfil · c5 negres torre · d5 negres peó · f5 negres alfil · g5 negres peó · b4 blanques peó · e4 negres cavall · a3 blanques peó · g3 blanques alfil · a2 blanques torre · e2 blanques peó · f2 blanques peó · g2 blanques peó · h2 blanques peó · a1 blanques dama · e1 blanques rei · f1 blanques alfil · g1 blanques cavall · h1 blanques torre | e8 negres rei · h8 negres torre · a7 negres peó · b7 negres peó · f7 negres peó · f6 negres dama · h6 negres peó · a5 negres alfil · c5 negres torre · d5 negres peó · f5 negres alfil · g5 negres peó · b4 blanques peó · e4 negres cavall · a3 blanques peó · g3 blanques alfil · a2 blanques torre · e2 blanques peó · f2 blanques peó · g2 blanques peó · h2 blanques peó · a1 blanques dama · e1 blanques rei · f1 blanques alfil · g1 blanques cavall · h1 blanques torre | e8 negres rei · h8 negres torre · a7 negres peó · b7 negres peó · f7 negres peó · f6 negres dama · h6 negres peó · a5 negres alfil · c5 negres torre · d5 negres peó · f5 negres alfil · g5 negres peó · b4 blanques peó · e4 negres cavall · a3 blanques peó · g3 blanques alfil · a2 blanques torre · e2 blanques peó · f2 blanques peó · g2 blanques peó · h2 blanques peó · a1 blanques dama · e1 blanques rei · f1 blanques alfil · g1 blanques cavall · h1 blanques torre | e8 negres rei · h8 negres torre · a7 negres peó · b7 negres peó · f7 negres peó · f6 negres dama · h6 negres peó · a5 negres alfil · c5 negres torre · d5 negres peó · f5 negres alfil · g5 negres peó · b4 blanques peó · e4 negres cavall · a3 blanques peó · g3 blanques alfil · a2 blanques torre · e2 blanques peó · f2 blanques peó · g2 blanques peó · h2 blanques peó · a1 blanques dama · e1 blanques rei · f1 blanques alfil · g1 blanques cavall · h1 blanques torre | e8 negres rei · h8 negres torre · a7 negres peó · b7 negres peó · f7 negres peó · f6 negres dama · h6 negres peó · a5 negres alfil · c5 negres torre · d5 negres peó · f5 negres alfil · g5 negres peó · b4 blanques peó · e4 negres cavall · a3 blanques peó · g3 blanques alfil · a2 blanques torre · e2 blanques peó · f2 blanques peó · g2 blanques peó · h2 blanques peó · a1 blanques dama · e1 blanques rei · f1 blanques alfil · g1 blanques cavall · h1 blanques torre | 7 |
| 6 | e8 negres rei · h8 negres torre · a7 negres peó · b7 negres peó · f7 negres peó · f6 negres dama · h6 negres peó · a5 negres alfil · c5 negres torre · d5 negres peó · f5 negres alfil · g5 negres peó · b4 blanques peó · e4 negres cavall · a3 blanques peó · g3 blanques alfil · a2 blanques torre · e2 blanques peó · f2 blanques peó · g2 blanques peó · h2 blanques peó · a1 blanques dama · e1 blanques rei · f1 blanques alfil · g1 blanques cavall · h1 blanques torre | e8 negres rei · h8 negres torre · a7 negres peó · b7 negres peó · f7 negres peó · f6 negres dama · h6 negres peó · a5 negres alfil · c5 negres torre · d5 negres peó · f5 negres alfil · g5 negres peó · b4 blanques peó · e4 negres cavall · a3 blanques peó · g3 blanques alfil · a2 blanques torre · e2 blanques peó · f2 blanques peó · g2 blanques peó · h2 blanques peó · a1 blanques dama · e1 blanques rei · f1 blanques alfil · g1 blanques cavall · h1 blanques torre | e8 negres rei · h8 negres torre · a7 negres peó · b7 negres peó · f7 negres peó · f6 negres dama · h6 negres peó · a5 negres alfil · c5 negres torre · d5 negres peó · f5 negres alfil · g5 negres peó · b4 blanques peó · e4 negres cavall · a3 blanques peó · g3 blanques alfil · a2 blanques torre · e2 blanques peó · f2 blanques peó · g2 blanques peó · h2 blanques peó · a1 blanques dama · e1 blanques rei · f1 blanques alfil · g1 blanques cavall · h1 blanques torre | e8 negres rei · h8 negres torre · a7 negres peó · b7 negres peó · f7 negres peó · f6 negres dama · h6 negres peó · a5 negres alfil · c5 negres torre · d5 negres peó · f5 negres alfil · g5 negres peó · b4 blanques peó · e4 negres cavall · a3 blanques peó · g3 blanques alfil · a2 blanques torre · e2 blanques peó · f2 blanques peó · g2 blanques peó · h2 blanques peó · a1 blanques dama · e1 blanques rei · f1 blanques alfil · g1 blanques cavall · h1 blanques torre | e8 negres rei · h8 negres torre · a7 negres peó · b7 negres peó · f7 negres peó · f6 negres dama · h6 negres peó · a5 negres alfil · c5 negres torre · d5 negres peó · f5 negres alfil · g5 negres peó · b4 blanques peó · e4 negres cavall · a3 blanques peó · g3 blanques alfil · a2 blanques torre · e2 blanques peó · f2 blanques peó · g2 blanques peó · h2 blanques peó · a1 blanques dama · e1 blanques rei · f1 blanques alfil · g1 blanques cavall · h1 blanques torre | e8 negres rei · h8 negres torre · a7 negres peó · b7 negres peó · f7 negres peó · f6 negres dama · h6 negres peó · a5 negres alfil · c5 negres torre · d5 negres peó · f5 negres alfil · g5 negres peó · b4 blanques peó · e4 negres cavall · a3 blanques peó · g3 blanques alfil · a2 blanques torre · e2 blanques peó · f2 blanques peó · g2 blanques peó · h2 blanques peó · a1 blanques dama · e1 blanques rei · f1 blanques alfil · g1 blanques cavall · h1 blanques torre | e8 negres rei · h8 negres torre · a7 negres peó · b7 negres peó · f7 negres peó · f6 negres dama · h6 negres peó · a5 negres alfil · c5 negres torre · d5 negres peó · f5 negres alfil · g5 negres peó · b4 blanques peó · e4 negres cavall · a3 blanques peó · g3 blanques alfil · a2 blanques torre · e2 blanques peó · f2 blanques peó · g2 blanques peó · h2 blanques peó · a1 blanques dama · e1 blanques rei · f1 blanques alfil · g1 blanques cavall · h1 blanques torre | e8 negres rei · h8 negres torre · a7 negres peó · b7 negres peó · f7 negres peó · f6 negres dama · h6 negres peó · a5 negres alfil · c5 negres torre · d5 negres peó · f5 negres alfil · g5 negres peó · b4 blanques peó · e4 negres cavall · a3 blanques peó · g3 blanques alfil · a2 blanques torre · e2 blanques peó · f2 blanques peó · g2 blanques peó · h2 blanques peó · a1 blanques dama · e1 blanques rei · f1 blanques alfil · g1 blanques cavall · h1 blanques torre | 6 |
| 5 | e8 negres rei · h8 negres torre · a7 negres peó · b7 negres peó · f7 negres peó · f6 negres dama · h6 negres peó · a5 negres alfil · c5 negres torre · d5 negres peó · f5 negres alfil · g5 negres peó · b4 blanques peó · e4 negres cavall · a3 blanques peó · g3 blanques alfil · a2 blanques torre · e2 blanques peó · f2 blanques peó · g2 blanques peó · h2 blanques peó · a1 blanques dama · e1 blanques rei · f1 blanques alfil · g1 blanques cavall · h1 blanques torre | e8 negres rei · h8 negres torre · a7 negres peó · b7 negres peó · f7 negres peó · f6 negres dama · h6 negres peó · a5 negres alfil · c5 negres torre · d5 negres peó · f5 negres alfil · g5 negres peó · b4 blanques peó · e4 negres cavall · a3 blanques peó · g3 blanques alfil · a2 blanques torre · e2 blanques peó · f2 blanques peó · g2 blanques peó · h2 blanques peó · a1 blanques dama · e1 blanques rei · f1 blanques alfil · g1 blanques cavall · h1 blanques torre | e8 negres rei · h8 negres torre · a7 negres peó · b7 negres peó · f7 negres peó · f6 negres dama · h6 negres peó · a5 negres alfil · c5 negres torre · d5 negres peó · f5 negres alfil · g5 negres peó · b4 blanques peó · e4 negres cavall · a3 blanques peó · g3 blanques alfil · a2 blanques torre · e2 blanques peó · f2 blanques peó · g2 blanques peó · h2 blanques peó · a1 blanques dama · e1 blanques rei · f1 blanques alfil · g1 blanques cavall · h1 blanques torre | e8 negres rei · h8 negres torre · a7 negres peó · b7 negres peó · f7 negres peó · f6 negres dama · h6 negres peó · a5 negres alfil · c5 negres torre · d5 negres peó · f5 negres alfil · g5 negres peó · b4 blanques peó · e4 negres cavall · a3 blanques peó · g3 blanques alfil · a2 blanques torre · e2 blanques peó · f2 blanques peó · g2 blanques peó · h2 blanques peó · a1 blanques dama · e1 blanques rei · f1 blanques alfil · g1 blanques cavall · h1 blanques torre | e8 negres rei · h8 negres torre · a7 negres peó · b7 negres peó · f7 negres peó · f6 negres dama · h6 negres peó · a5 negres alfil · c5 negres torre · d5 negres peó · f5 negres alfil · g5 negres peó · b4 blanques peó · e4 negres cavall · a3 blanques peó · g3 blanques alfil · a2 blanques torre · e2 blanques peó · f2 blanques peó · g2 blanques peó · h2 blanques peó · a1 blanques dama · e1 blanques rei · f1 blanques alfil · g1 blanques cavall · h1 blanques torre | e8 negres rei · h8 negres torre · a7 negres peó · b7 negres peó · f7 negres peó · f6 negres dama · h6 negres peó · a5 negres alfil · c5 negres torre · d5 negres peó · f5 negres alfil · g5 negres peó · b4 blanques peó · e4 negres cavall · a3 blanques peó · g3 blanques alfil · a2 blanques torre · e2 blanques peó · f2 blanques peó · g2 blanques peó · h2 blanques peó · a1 blanques dama · e1 blanques rei · f1 blanques alfil · g1 blanques cavall · h1 blanques torre | e8 negres rei · h8 negres torre · a7 negres peó · b7 negres peó · f7 negres peó · f6 negres dama · h6 negres peó · a5 negres alfil · c5 negres torre · d5 negres peó · f5 negres alfil · g5 negres peó · b4 blanques peó · e4 negres cavall · a3 blanques peó · g3 blanques alfil · a2 blanques torre · e2 blanques peó · f2 blanques peó · g2 blanques peó · h2 blanques peó · a1 blanques dama · e1 blanques rei · f1 blanques alfil · g1 blanques cavall · h1 blanques torre | e8 negres rei · h8 negres torre · a7 negres peó · b7 negres peó · f7 negres peó · f6 negres dama · h6 negres peó · a5 negres alfil · c5 negres torre · d5 negres peó · f5 negres alfil · g5 negres peó · b4 blanques peó · e4 negres cavall · a3 blanques peó · g3 blanques alfil · a2 blanques torre · e2 blanques peó · f2 blanques peó · g2 blanques peó · h2 blanques peó · a1 blanques dama · e1 blanques rei · f1 blanques alfil · g1 blanques cavall · h1 blanques torre | 5 |
| 4 | e8 negres rei · h8 negres torre · a7 negres peó · b7 negres peó · f7 negres peó · f6 negres dama · h6 negres peó · a5 negres alfil · c5 negres torre · d5 negres peó · f5 negres alfil · g5 negres peó · b4 blanques peó · e4 negres cavall · a3 blanques peó · g3 blanques alfil · a2 blanques torre · e2 blanques peó · f2 blanques peó · g2 blanques peó · h2 blanques peó · a1 blanques dama · e1 blanques rei · f1 blanques alfil · g1 blanques cavall · h1 blanques torre | e8 negres rei · h8 negres torre · a7 negres peó · b7 negres peó · f7 negres peó · f6 negres dama · h6 negres peó · a5 negres alfil · c5 negres torre · d5 negres peó · f5 negres alfil · g5 negres peó · b4 blanques peó · e4 negres cavall · a3 blanques peó · g3 blanques alfil · a2 blanques torre · e2 blanques peó · f2 blanques peó · g2 blanques peó · h2 blanques peó · a1 blanques dama · e1 blanques rei · f1 blanques alfil · g1 blanques cavall · h1 blanques torre | e8 negres rei · h8 negres torre · a7 negres peó · b7 negres peó · f7 negres peó · f6 negres dama · h6 negres peó · a5 negres alfil · c5 negres torre · d5 negres peó · f5 negres alfil · g5 negres peó · b4 blanques peó · e4 negres cavall · a3 blanques peó · g3 blanques alfil · a2 blanques torre · e2 blanques peó · f2 blanques peó · g2 blanques peó · h2 blanques peó · a1 blanques dama · e1 blanques rei · f1 blanques alfil · g1 blanques cavall · h1 blanques torre | e8 negres rei · h8 negres torre · a7 negres peó · b7 negres peó · f7 negres peó · f6 negres dama · h6 negres peó · a5 negres alfil · c5 negres torre · d5 negres peó · f5 negres alfil · g5 negres peó · b4 blanques peó · e4 negres cavall · a3 blanques peó · g3 blanques alfil · a2 blanques torre · e2 blanques peó · f2 blanques peó · g2 blanques peó · h2 blanques peó · a1 blanques dama · e1 blanques rei · f1 blanques alfil · g1 blanques cavall · h1 blanques torre | e8 negres rei · h8 negres torre · a7 negres peó · b7 negres peó · f7 negres peó · f6 negres dama · h6 negres peó · a5 negres alfil · c5 negres torre · d5 negres peó · f5 negres alfil · g5 negres peó · b4 blanques peó · e4 negres cavall · a3 blanques peó · g3 blanques alfil · a2 blanques torre · e2 blanques peó · f2 blanques peó · g2 blanques peó · h2 blanques peó · a1 blanques dama · e1 blanques rei · f1 blanques alfil · g1 blanques cavall · h1 blanques torre | e8 negres rei · h8 negres torre · a7 negres peó · b7 negres peó · f7 negres peó · f6 negres dama · h6 negres peó · a5 negres alfil · c5 negres torre · d5 negres peó · f5 negres alfil · g5 negres peó · b4 blanques peó · e4 negres cavall · a3 blanques peó · g3 blanques alfil · a2 blanques torre · e2 blanques peó · f2 blanques peó · g2 blanques peó · h2 blanques peó · a1 blanques dama · e1 blanques rei · f1 blanques alfil · g1 blanques cavall · h1 blanques torre | e8 negres rei · h8 negres torre · a7 negres peó · b7 negres peó · f7 negres peó · f6 negres dama · h6 negres peó · a5 negres alfil · c5 negres torre · d5 negres peó · f5 negres alfil · g5 negres peó · b4 blanques peó · e4 negres cavall · a3 blanques peó · g3 blanques alfil · a2 blanques torre · e2 blanques peó · f2 blanques peó · g2 blanques peó · h2 blanques peó · a1 blanques dama · e1 blanques rei · f1 blanques alfil · g1 blanques cavall · h1 blanques torre | e8 negres rei · h8 negres torre · a7 negres peó · b7 negres peó · f7 negres peó · f6 negres dama · h6 negres peó · a5 negres alfil · c5 negres torre · d5 negres peó · f5 negres alfil · g5 negres peó · b4 blanques peó · e4 negres cavall · a3 blanques peó · g3 blanques alfil · a2 blanques torre · e2 blanques peó · f2 blanques peó · g2 blanques peó · h2 blanques peó · a1 blanques dama · e1 blanques rei · f1 blanques alfil · g1 blanques cavall · h1 blanques torre | 4 |
| 3 | e8 negres rei · h8 negres torre · a7 negres peó · b7 negres peó · f7 negres peó · f6 negres dama · h6 negres peó · a5 negres alfil · c5 negres torre · d5 negres peó · f5 negres alfil · g5 negres peó · b4 blanques peó · e4 negres cavall · a3 blanques peó · g3 blanques alfil · a2 blanques torre · e2 blanques peó · f2 blanques peó · g2 blanques peó · h2 blanques peó · a1 blanques dama · e1 blanques rei · f1 blanques alfil · g1 blanques cavall · h1 blanques torre | e8 negres rei · h8 negres torre · a7 negres peó · b7 negres peó · f7 negres peó · f6 negres dama · h6 negres peó · a5 negres alfil · c5 negres torre · d5 negres peó · f5 negres alfil · g5 negres peó · b4 blanques peó · e4 negres cavall · a3 blanques peó · g3 blanques alfil · a2 blanques torre · e2 blanques peó · f2 blanques peó · g2 blanques peó · h2 blanques peó · a1 blanques dama · e1 blanques rei · f1 blanques alfil · g1 blanques cavall · h1 blanques torre | e8 negres rei · h8 negres torre · a7 negres peó · b7 negres peó · f7 negres peó · f6 negres dama · h6 negres peó · a5 negres alfil · c5 negres torre · d5 negres peó · f5 negres alfil · g5 negres peó · b4 blanques peó · e4 negres cavall · a3 blanques peó · g3 blanques alfil · a2 blanques torre · e2 blanques peó · f2 blanques peó · g2 blanques peó · h2 blanques peó · a1 blanques dama · e1 blanques rei · f1 blanques alfil · g1 blanques cavall · h1 blanques torre | e8 negres rei · h8 negres torre · a7 negres peó · b7 negres peó · f7 negres peó · f6 negres dama · h6 negres peó · a5 negres alfil · c5 negres torre · d5 negres peó · f5 negres alfil · g5 negres peó · b4 blanques peó · e4 negres cavall · a3 blanques peó · g3 blanques alfil · a2 blanques torre · e2 blanques peó · f2 blanques peó · g2 blanques peó · h2 blanques peó · a1 blanques dama · e1 blanques rei · f1 blanques alfil · g1 blanques cavall · h1 blanques torre | e8 negres rei · h8 negres torre · a7 negres peó · b7 negres peó · f7 negres peó · f6 negres dama · h6 negres peó · a5 negres alfil · c5 negres torre · d5 negres peó · f5 negres alfil · g5 negres peó · b4 blanques peó · e4 negres cavall · a3 blanques peó · g3 blanques alfil · a2 blanques torre · e2 blanques peó · f2 blanques peó · g2 blanques peó · h2 blanques peó · a1 blanques dama · e1 blanques rei · f1 blanques alfil · g1 blanques cavall · h1 blanques torre | e8 negres rei · h8 negres torre · a7 negres peó · b7 negres peó · f7 negres peó · f6 negres dama · h6 negres peó · a5 negres alfil · c5 negres torre · d5 negres peó · f5 negres alfil · g5 negres peó · b4 blanques peó · e4 negres cavall · a3 blanques peó · g3 blanques alfil · a2 blanques torre · e2 blanques peó · f2 blanques peó · g2 blanques peó · h2 blanques peó · a1 blanques dama · e1 blanques rei · f1 blanques alfil · g1 blanques cavall · h1 blanques torre | e8 negres rei · h8 negres torre · a7 negres peó · b7 negres peó · f7 negres peó · f6 negres dama · h6 negres peó · a5 negres alfil · c5 negres torre · d5 negres peó · f5 negres alfil · g5 negres peó · b4 blanques peó · e4 negres cavall · a3 blanques peó · g3 blanques alfil · a2 blanques torre · e2 blanques peó · f2 blanques peó · g2 blanques peó · h2 blanques peó · a1 blanques dama · e1 blanques rei · f1 blanques alfil · g1 blanques cavall · h1 blanques torre | e8 negres rei · h8 negres torre · a7 negres peó · b7 negres peó · f7 negres peó · f6 negres dama · h6 negres peó · a5 negres alfil · c5 negres torre · d5 negres peó · f5 negres alfil · g5 negres peó · b4 blanques peó · e4 negres cavall · a3 blanques peó · g3 blanques alfil · a2 blanques torre · e2 blanques peó · f2 blanques peó · g2 blanques peó · h2 blanques peó · a1 blanques dama · e1 blanques rei · f1 blanques alfil · g1 blanques cavall · h1 blanques torre | 3 |
| 2 | e8 negres rei · h8 negres torre · a7 negres peó · b7 negres peó · f7 negres peó · f6 negres dama · h6 negres peó · a5 negres alfil · c5 negres torre · d5 negres peó · f5 negres alfil · g5 negres peó · b4 blanques peó · e4 negres cavall · a3 blanques peó · g3 blanques alfil · a2 blanques torre · e2 blanques peó · f2 blanques peó · g2 blanques peó · h2 blanques peó · a1 blanques dama · e1 blanques rei · f1 blanques alfil · g1 blanques cavall · h1 blanques torre | e8 negres rei · h8 negres torre · a7 negres peó · b7 negres peó · f7 negres peó · f6 negres dama · h6 negres peó · a5 negres alfil · c5 negres torre · d5 negres peó · f5 negres alfil · g5 negres peó · b4 blanques peó · e4 negres cavall · a3 blanques peó · g3 blanques alfil · a2 blanques torre · e2 blanques peó · f2 blanques peó · g2 blanques peó · h2 blanques peó · a1 blanques dama · e1 blanques rei · f1 blanques alfil · g1 blanques cavall · h1 blanques torre | e8 negres rei · h8 negres torre · a7 negres peó · b7 negres peó · f7 negres peó · f6 negres dama · h6 negres peó · a5 negres alfil · c5 negres torre · d5 negres peó · f5 negres alfil · g5 negres peó · b4 blanques peó · e4 negres cavall · a3 blanques peó · g3 blanques alfil · a2 blanques torre · e2 blanques peó · f2 blanques peó · g2 blanques peó · h2 blanques peó · a1 blanques dama · e1 blanques rei · f1 blanques alfil · g1 blanques cavall · h1 blanques torre | e8 negres rei · h8 negres torre · a7 negres peó · b7 negres peó · f7 negres peó · f6 negres dama · h6 negres peó · a5 negres alfil · c5 negres torre · d5 negres peó · f5 negres alfil · g5 negres peó · b4 blanques peó · e4 negres cavall · a3 blanques peó · g3 blanques alfil · a2 blanques torre · e2 blanques peó · f2 blanques peó · g2 blanques peó · h2 blanques peó · a1 blanques dama · e1 blanques rei · f1 blanques alfil · g1 blanques cavall · h1 blanques torre | e8 negres rei · h8 negres torre · a7 negres peó · b7 negres peó · f7 negres peó · f6 negres dama · h6 negres peó · a5 negres alfil · c5 negres torre · d5 negres peó · f5 negres alfil · g5 negres peó · b4 blanques peó · e4 negres cavall · a3 blanques peó · g3 blanques alfil · a2 blanques torre · e2 blanques peó · f2 blanques peó · g2 blanques peó · h2 blanques peó · a1 blanques dama · e1 blanques rei · f1 blanques alfil · g1 blanques cavall · h1 blanques torre | e8 negres rei · h8 negres torre · a7 negres peó · b7 negres peó · f7 negres peó · f6 negres dama · h6 negres peó · a5 negres alfil · c5 negres torre · d5 negres peó · f5 negres alfil · g5 negres peó · b4 blanques peó · e4 negres cavall · a3 blanques peó · g3 blanques alfil · a2 blanques torre · e2 blanques peó · f2 blanques peó · g2 blanques peó · h2 blanques peó · a1 blanques dama · e1 blanques rei · f1 blanques alfil · g1 blanques cavall · h1 blanques torre | e8 negres rei · h8 negres torre · a7 negres peó · b7 negres peó · f7 negres peó · f6 negres dama · h6 negres peó · a5 negres alfil · c5 negres torre · d5 negres peó · f5 negres alfil · g5 negres peó · b4 blanques peó · e4 negres cavall · a3 blanques peó · g3 blanques alfil · a2 blanques torre · e2 blanques peó · f2 blanques peó · g2 blanques peó · h2 blanques peó · a1 blanques dama · e1 blanques rei · f1 blanques alfil · g1 blanques cavall · h1 blanques torre | e8 negres rei · h8 negres torre · a7 negres peó · b7 negres peó · f7 negres peó · f6 negres dama · h6 negres peó · a5 negres alfil · c5 negres torre · d5 negres peó · f5 negres alfil · g5 negres peó · b4 blanques peó · e4 negres cavall · a3 blanques peó · g3 blanques alfil · a2 blanques torre · e2 blanques peó · f2 blanques peó · g2 blanques peó · h2 blanques peó · a1 blanques dama · e1 blanques rei · f1 blanques alfil · g1 blanques cavall · h1 blanques torre | 2 |
| 1 | e8 negres rei · h8 negres torre · a7 negres peó · b7 negres peó · f7 negres peó · f6 negres dama · h6 negres peó · a5 negres alfil · c5 negres torre · d5 negres peó · f5 negres alfil · g5 negres peó · b4 blanques peó · e4 negres cavall · a3 blanques peó · g3 blanques alfil · a2 blanques torre · e2 blanques peó · f2 blanques peó · g2 blanques peó · h2 blanques peó · a1 blanques dama · e1 blanques rei · f1 blanques alfil · g1 blanques cavall · h1 blanques torre | e8 negres rei · h8 negres torre · a7 negres peó · b7 negres peó · f7 negres peó · f6 negres dama · h6 negres peó · a5 negres alfil · c5 negres torre · d5 negres peó · f5 negres alfil · g5 negres peó · b4 blanques peó · e4 negres cavall · a3 blanques peó · g3 blanques alfil · a2 blanques torre · e2 blanques peó · f2 blanques peó · g2 blanques peó · h2 blanques peó · a1 blanques dama · e1 blanques rei · f1 blanques alfil · g1 blanques cavall · h1 blanques torre | e8 negres rei · h8 negres torre · a7 negres peó · b7 negres peó · f7 negres peó · f6 negres dama · h6 negres peó · a5 negres alfil · c5 negres torre · d5 negres peó · f5 negres alfil · g5 negres peó · b4 blanques peó · e4 negres cavall · a3 blanques peó · g3 blanques alfil · a2 blanques torre · e2 blanques peó · f2 blanques peó · g2 blanques peó · h2 blanques peó · a1 blanques dama · e1 blanques rei · f1 blanques alfil · g1 blanques cavall · h1 blanques torre | e8 negres rei · h8 negres torre · a7 negres peó · b7 negres peó · f7 negres peó · f6 negres dama · h6 negres peó · a5 negres alfil · c5 negres torre · d5 negres peó · f5 negres alfil · g5 negres peó · b4 blanques peó · e4 negres cavall · a3 blanques peó · g3 blanques alfil · a2 blanques torre · e2 blanques peó · f2 blanques peó · g2 blanques peó · h2 blanques peó · a1 blanques dama · e1 blanques rei · f1 blanques alfil · g1 blanques cavall · h1 blanques torre | e8 negres rei · h8 negres torre · a7 negres peó · b7 negres peó · f7 negres peó · f6 negres dama · h6 negres peó · a5 negres alfil · c5 negres torre · d5 negres peó · f5 negres alfil · g5 negres peó · b4 blanques peó · e4 negres cavall · a3 blanques peó · g3 blanques alfil · a2 blanques torre · e2 blanques peó · f2 blanques peó · g2 blanques peó · h2 blanques peó · a1 blanques dama · e1 blanques rei · f1 blanques alfil · g1 blanques cavall · h1 blanques torre | e8 negres rei · h8 negres torre · a7 negres peó · b7 negres peó · f7 negres peó · f6 negres dama · h6 negres peó · a5 negres alfil · c5 negres torre · d5 negres peó · f5 negres alfil · g5 negres peó · b4 blanques peó · e4 negres cavall · a3 blanques peó · g3 blanques alfil · a2 blanques torre · e2 blanques peó · f2 blanques peó · g2 blanques peó · h2 blanques peó · a1 blanques dama · e1 blanques rei · f1 blanques alfil · g1 blanques cavall · h1 blanques torre | e8 negres rei · h8 negres torre · a7 negres peó · b7 negres peó · f7 negres peó · f6 negres dama · h6 negres peó · a5 negres alfil · c5 negres torre · d5 negres peó · f5 negres alfil · g5 negres peó · b4 blanques peó · e4 negres cavall · a3 blanques peó · g3 blanques alfil · a2 blanques torre · e2 blanques peó · f2 blanques peó · g2 blanques peó · h2 blanques peó · a1 blanques dama · e1 blanques rei · f1 blanques alfil · g1 blanques cavall · h1 blanques torre | e8 negres rei · h8 negres torre · a7 negres peó · b7 negres peó · f7 negres peó · f6 negres dama · h6 negres peó · a5 negres alfil · c5 negres torre · d5 negres peó · f5 negres alfil · g5 negres peó · b4 blanques peó · e4 negres cavall · a3 blanques peó · g3 blanques alfil · a2 blanques torre · e2 blanques peó · f2 blanques peó · g2 blanques peó · h2 blanques peó · a1 blanques dama · e1 blanques rei · f1 blanques alfil · g1 blanques cavall · h1 blanques torre | 1 |
|   | a | b | c | d | e | f | g | h |   |

Aronian, amb negres, venç el GM Ivan Sokolov (2676) en dinou jugades, emprant només 10 minuts i mig del seu rellotge per aconseguir-ho: I. Sokolov-Aronian, Olimpíada d'escacs de 2006, Torí 1.d4 Cf6 2.c4 e6 3.Cc3 Ab4 4.Dc2 d5 5.cxd5 exd5 6.Ag5 c5!? 7.dxc5 h6 8.Ah4 g5 9.Ag3 Ce4 10.Axb8!? (10.e3; 10.Ae5) Df6! (10...Txb8?? 11.Da4+ +-) 11.Ag3 Cxc3 12.a3 Af5! 13.Dd2 Aa5 14.b4? Ce4 15.Dc1 Tc8!! 16.Ta2?! Txc5 17.Da1 (vegeu el diagrama, a la dreta) Dc6! L'amenaça de mat a la primera fila és devastadora. 18.De5+ Rd8 19.Dxh8+ Rd7 0-1

Si 20.e3, Tc1+ 21.Re2 Ag4+! I 22...Dc4# (basat en anàlisis d'A.J. Goldsby)